# M56 (astronomia)
M 56 (conosciuto anche come NGC 6779) è un ammasso globulare visibile nella costellazione della Lira.

## Osservazione

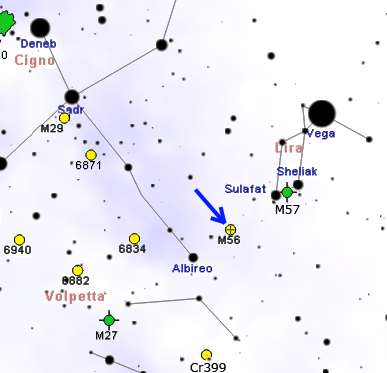
Mappa per individuare M56.

M56 è piuttosto facile da localizzare, trovandosi grosso modo a metà via fra le stelle Albireo (β Cygni) e Sulafat (γ Lyrae); è visibile con grosse difficoltà con un binocolo 10x50, se la notte è molto buia e limpida. Con un telescopio da 114mm appare di forma tondeggiante e di aspetto nebuloso, mentre un 150mm può consentire di iniziare una difficoltosa risoluzione solo nelle nottate migliori; strumenti da 300mm con forti ingrandimenti lo risolvono con facilità in decine di componenti.
M56 può essere osservato con facilità da entrambi gli emisferi terrestri, grazie al fatto che la sua declinazione non è eccessivamente settentrionale; dalle regioni boreali è comunque maggiormente osservabile e si presenta estremamente alto nel cielo nelle notti d'estate, mentre dall'emisfero australe resta sempre più basso, ad eccezione delle aree prossime all'equatore. È comunque visibile da tutte le aree abitate della Terra. Il periodo migliore per la sua osservazione nel cielo serale è quello compreso fra giugno e novembre.

## Storia delle osservazioni
M56 fu scoperto da Charles Messier nel 1779 che lo descrive così: "Una nebulosa senza stelle e poco luminosa". Il primo a risolverlo in stelle fu William Herschel nel 1784. William Herschel lo risolse per la prima volta nel 1807, descrivendolo come un ammasso globulare di stelle molto piccole e compresse, che aumenta leggermente di luminosità verso il centro. Lord Rosse notò che alcune delle sue stelle formavano delle concatenazioni a raggiera dal centro verso l'esterno.

## Caratteristiche
M56 si trova ad una distanza di circa 32.900 anni luce dalla Terra e il suo diametro misura approssimativamente 84 anni luce; è uno degli ammassi globulari meno brillanti, soprattutto perché manca del nucleo molto brillante di cui è dotato la maggior parte di questi tipi di ammasso. Ciononostante, non è difficile da risolvere in stelle, anche se si trova ad una notevole distanza.
Le stelle più brillanti in M56 sono di magnitudine 13 e in esso sono state trovate solo una dozzina di stelle variabili. M56 si dirige verso noi alla velocità di 138 km/s.

### Libri
- (EN) Stephen James O'Meara, Deep Sky Companions: The Messier Objects, Cambridge University Press, 1998, ISBN 0-521-55332-6.

### Carte celesti
- Toshimi Taki, Taki's 8.5 Magnitude Star Atlas, su geocities.jp, 2005. URL consultato il 7 novembre 2010 (archiviato dall'url originale il 5 novembre 2018). - Atlante celeste liberamente scaricabile in formato PDF.
- Tirion, Rappaport, Lovi, Uranometria 2000.0 - Volume I - The Northern Hemisphere to -6°, Richmond, Virginia, USA, Willmann-Bell, inc., 1987, ISBN 0-943396-14-X.
- Tirion, Sinnott, Sky Atlas 2000.0 - Second Edition, Cambridge, USA, Cambridge University Press, 1998, ISBN 0-933346-90-5.
- Tirion, The Cambridge Star Atlas 2000.0, 3ª ed., Cambridge, USA, Cambridge University Press, 2001, ISBN 0-521-80084-6.